# Леднев (Брянская область)
Леднев (Леднев Дареевский (верхний), Леднев Лукинский (нижний)) — посёлок Погарского района Брянской области, Городищенского сельского поселения, в 13 км к югу от железнодорожной станции Погар, в 2 км от границы с Украиной.

## История
Образован в 1964 путём слияния посёлков Большой Леднев (верхний) и Малый Леднев (нижний) (второй примерно в километре к югу от первого). В 1920-е годы здесь существовали три посёлка с названием «Леднев»: Красный Леднев (Леднев Чаусовский); Леднев Дареевский (хутор Леднев) и Леднев Лукинский, входившие в три разных сельсовета (соответственно названиям). Два первых позднее были объединены в Большой (Красный) Леднев. По некоторым данным, появление поселков связано с послереволюционной политикой «выселок» и передаче земельных наделов в личное пользование безземельным крестьянам. Например, большая часть населения «чаусовского» Леднева — переселенцы из села Чаусы, а «лукинского» и «дареевского» из Лукина и Дареевска, соответственно. С 1930-х годов по 1960 в Дареевском сельсовете. Жители были объединены в колхоз «Красный Май» который распался в начале перестройки и земли были переданы в частные руки.

## Население
По одним данным с 2010 без населения, по другим — население 1 (один) человек.
| 2010 | 2013 |
| ---- | ---- |
| 0    | →0   |

## Интересные факты
- Леднев — ближайший поселок к самой северной точке Украины[3].
- Академик Шкурко Александр Михайлович родился в Ледневе в 1939 году.